# Carex graminiculmis
Carex graminiculmis är en halvgräsart som beskrevs av Tetsuo Michael Koyama. Carex graminiculmis ingår i släktet starrar, och familjen halvgräs. Inga underarter finns listade i Catalogue of Life.